# بنك الجزائر
بنك الجزائر تأسس في 13 ديسمبر 1962، هو المصرف المركزي للجزائر. يقع المصرف في شارع الأخوة بوعدو - بئر موراد رايس بالجزائر العاصمة. ويسيّره حاليا المحافظ صلاح الدين طالب.
وللمصرف عدة مهام منها:
- إعداد ميزان المدفوعات وعرض الوضعية المالية الجزائرية الخارجية وذلك وفقا للمادة 36 مكرر من قانون النقد والقرض.
- تنظيم الحركة النقدية حسب المادة 35 من قانون النقد والقرض.
- يقوم بصك العملة النقدية.
- إعداد تقرير سنوي عن الوضعية المالية للجزائر.

كما يتكون من العديد من المصالح أهمها:
- مركزية المخاطر ومركزية مخاطر العائلات وكذا مركزية المستحقات غير المدفوعة ودور هذه المركزية هو جمع المعلومات عن المقترضين وعن كل ما يتعلق بقروضهم حسب المادة 99 من قانون النقد والقرض.

ويُعد بنك الجزائر (تاجر) في معاملاته، وخاضعا للقانون التجاري في نزاعاته مع الغير حسب المادة 09 قانون النقد والقرض.

## مصارف ومؤسسات المالية
- المصارف التجارية
  - المصرف الخارجي الجزائري "م خ ج"

## المحافظين
- عبد الرحمن الرستمي حاج ناصر إلى غاية 15 أفريل 1990 [5]
- عبد الرحمن الرستمي حاج ناصر ابتداءا من 15 أفريل 1990 [6]

## وصلات خارجية
- (بالعربية) بنك الجزائر
- (بالإنجليزية) Bank of Algeria